# Кондратюк Олена Євгенівна
Олена Євгенівна Кондратюк (27 березня 1958, м. Запоріжжя) — українська художниця, педагог. Заслужений художник України (2018). Членкиня Національної спілки художників України (1999) та Асоціації творчих жінок Закарпаття «Нова форма». Старша викладачка кафедри образотворчого мистецтва Закарпатської академії мистецтв. Дружина художника І. М. Панейка.

## Життєпис
Народилася 27 березня 1958 року в м. Запоріжжя. З дитинства захоплювалась малюванням. Навчання в студії образотворчого мистецтва допомогло Олені розкрити здібності та усвідомити своє покликання.
1981 р. закінчила Львівський державний інститут прикладного та декоративного мистецтва (викладачі М. Безпальків, Д. Довбошинський, В. Овсійчук). По завершенню навчання разом із чоловіком в 1982 році переїхала до Ужгорода.
Працювала художником по костюмах в Закарпатському обласному українському музично-драматичному театрі та головним художником в Закарпатському обласному театрі ляльок.
У 2010 році мисткиня очолила живописну секцію Закарпатської організації Національної спілки художників України.
Активно займається педагогічною діяльністю, викладає дисципліни "Живопис, "Композиція, «Профмайстерність» у Закарпатській академії мистецтв. Була кураторкою студентських виставок-конкурсів «Обмежена необмеженість» (2021) та «Секрети акварелі», присвяченої пам'яті Народного художника України В. Ю. Скакандія (2023).
Від 1982 р. учасниця обласних, всеукраїнських та міжнародних художніх виставок, пленерів, симпозіумів. Персональні виставки проходили в Ужгороді (1994, 2003, 2008, 2018), Мукачевому (Закарпатська обл., 1997), Києві (2004, 2009), Львові (2009), у Словаччині — у Михайлівцях (1999), Меджилабірцях, Пряшеві (обидві — 2000), Братиславі (2002).
Учасниця культурно-мистецьких проектів ГО "Асоціації творчих жінок Закарпаття «Нова форма».
Твори художниці зберігаються в фондах Музею сучасного мистецтва Енді Воргола (м. Меджилабірці), краєзнавчих музеїв (м. Требішів, м. Михайлівці), Земплинського музею (Словаччина), Івано-Франківського художнього музею, Закарпатського обласного художнього музею імені Й. Бокшая.

## Творчість
Олена Кондратюк працює в різних техніках: в доробку є графіка, вітражі, живопис.
Авторка пейзажів, натюрмортів, картин у жанрі ню. Мова живопису Олени Кондратюк багата образним рядом, колірною експресією, пластикою форм і ліній. Мисткиня залучає до своїх робіт елементи графіки, орнаменту, створює різні фактури, розширює межі сприйняття творів. У стилістичному плані на полотнах художниці спостерігається поєднання пізнього модерну зі зрілим експресіонізмом.
Особливе місце у творчості художниці посідає образ таємничої та загадкової жінки. У кожної з них є свій неповторний шарм, вони несуть в собі цнотливість та розкутість одночасно.
Фольклорне начало, яке майстриня вміло інтерпретує, об′єднує всі роботи циклу «Карпатські сни». Польовою лабораторією художниці стала карпатська глибинка з хвіртками покинутих сел, чарівністю букових пралісів, гармидером селянського подвір′я, шедеврами дерев′яної архітектури. Твори мають чітко виражений етнічний колорит, на багатьох полотнах зображені речі, що характеризують життя і побут закарпатців. Це характерні для Закарпаття керамічні вироби: корчаги, довжанки (глеки для молока), миски чи ткані доріжки, вишивані рушники, сорочки тощо.

## Твори
«Успіння», «Поцілунок Юди» (обидва —1991), «Писанка» (1992), «Реквієм» (1993), «Кармен», «Маґдалина», «Мати і дитя» (усі — 1995), «Жертва», «Жінка ночі» (обидва — 1996), «Поцілунок янгола», «Корона» (обидва — 1997), «Смарагдова», «Дівчата з грушками» (обидва — 2001), «Блакитно-рожева», «Фіалкова», «Жінка у блакитному інтер'єрі» (усі — 2002), «Спека» (2003), «Таємниці чарівного лісу» (2004), «Сестри» (2007), «Два дерева, дві копиці» (2008), «Христос Карпатський» (2009), «Карпатські яблуньки» (2010), «Писанки», «Брама в минуле», «Карпатські копиці» (усі — 2011), «Зимовий ліс» (2012), «Карпатська весна», «Когути» (обидва —2013).

## Відзнаки
- Заслужений художник України (2018).
- Лауреатка Закарпатської обласної премії імені Йосипа Бокшая та Адальберта Ерделі за кращий традиційний реалістичний твір — картину «Брама в минуле» (2012).